# Курортне місто

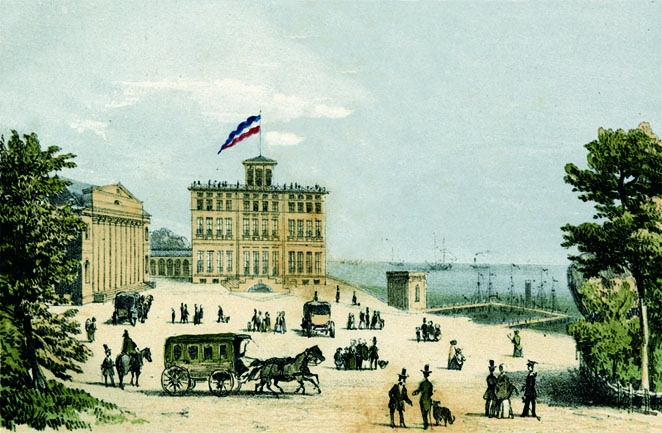
Заснований 1793 року Гайлігендамм у Німеччині — найстаріший морський курорт у континентальній Європі

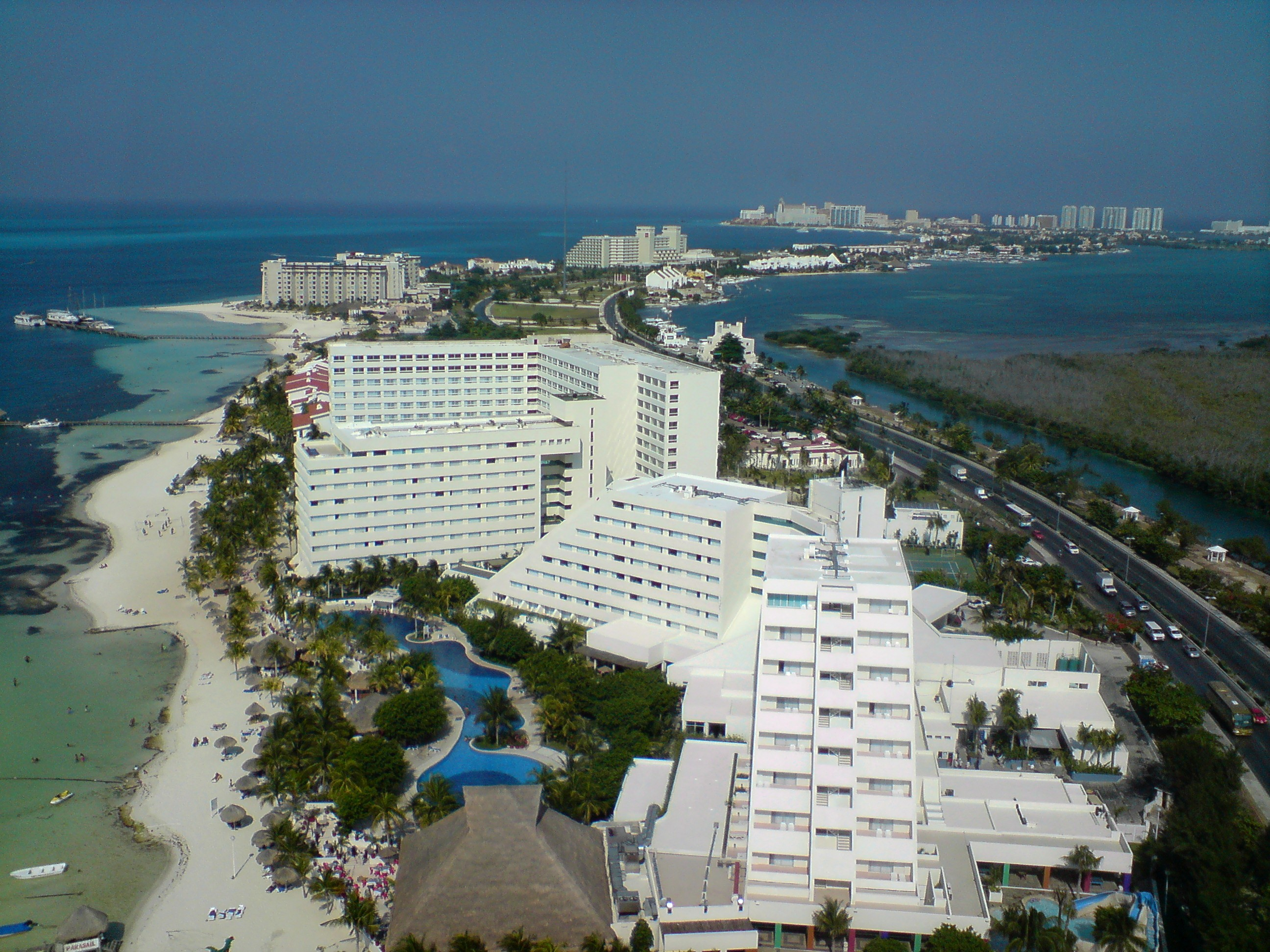
Вигляд із повітря на острів Канкун у Готельній зоні з вершини вежі Торре Ескенікайн, травень 2008 р.

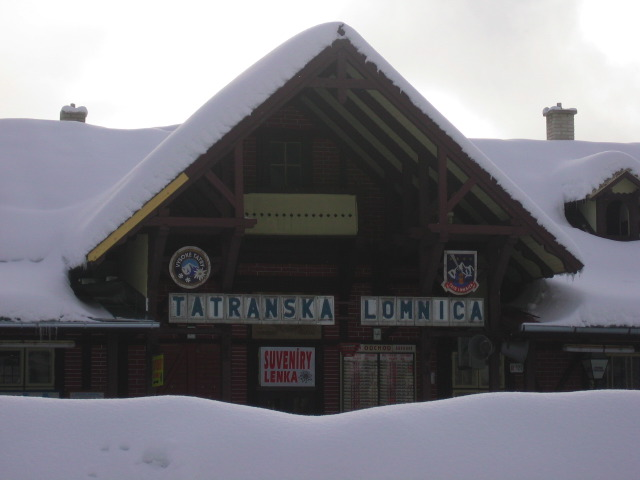
Залізнична станція на гірськолижному курорті Татранська Ломниця (Словаччина)

Курортне містечко (англ. resort town), місто-курорт (англ. resort city), або курортний напрямок (англ. resort destination) — міська територія, де туризм або відпочинок є першорядним компонентом місцевої культури та економіки. Типове курортне місто налічує один або декілька дійсних курортів у прилеглій місцевості. Іноді термін «курортне місто» вживається просто на позначення місця, популярного серед туристів.
Основна стаття експорту в економіці курортного міста — туризм, причому більшість жителів такої території працює у туристичній або курортній галузі. В центральних районах курортних міст часто з'являються роздрібні торгові точки та розкішні бутики, що продають сувеніри на місцеву тематику, а також мотелі та унікальні ресторани.
У випадку Сполучених Штатів Америки курортні міста виникли з розвитком раннього містобудування приблизно наприкінці 1800-х і на початку 1900-х років. Багато курортних міст вирізняє амбіційна архітектура, романтизація свого положення та залежність від дешевої робочої сили.
Одна цільова група в Британській Колумбії визначала це поняття як включену чи невключену суміжну територію, де частка тимчасових номерів, виміряна в ліжко-місцях, перевищує 60 % чисельності постійного населення.

## Економіка курортних міст
Якщо курорти або туристичні пам'ятки мають сезонний характер (наприклад, гірськолижний курорт), курортні міста зазвичай переживають період «сезону», коли місто переповнене туристами і працівниками, та «міжсезоння», коли місто населяє лише невелика кількість місцевих жителів, які проживають там цілий рік.
Крім того, курортні міста часто популярні серед заможних пенсіонерів і людей, які бажають придбати житло для відпочинку, що зазвичай збільшує оцінки нерухомості та підвищує вартість життя в такій місцевості. Іноді курортні міста можуть перетворюватися на міста, що переживають бум, завдяки сплеску будівництва житла для людей поважного віку та відпускників.
Однак більшість робочих місць, пропонованих у курортних містах, зазвичай низькооплачувані, і працівникам може бути важко дозволити собі жити в районі, де вони працюють. Багато курортних міст породили поблизу «спальні райони», де проживає більшість курортної робочої сили.
Курортні міста іноді зіштовхуються з проблемами щодо сталого росту через сезонний характер економіки, залежність від однієї галузі та труднощі зі збереженням стабільної робочої сили (плинність кадрів).

## Приклади курортних міст
- Австралія
  - Кернс
  - Голд-Кост
  - Дейлсфорд
  - Острів Гамільтон
  - Катумба
  - Порт-Дуглас
  - Шолгейвен
  - Сонячне узбережжя
  - Тредбо
  - Юлара
- Австрія
  - Ішгль
  - Кіцбюель
  - Санкт-Антон-ам-Арльберг
- Азербайджан
  - Мардакан
  - Набран
  - Шекі
  - Шамахи
  - Шахдаг
- Аргентина
  - Барілоче
  - Мар-дель-Плата
  - Вілла-Хесель
- Багамські острови
  - Кейбл-Біч
  - Райський острів
- Бангладеш
  - Кокс-Базар
- Барбадос
  - Сент-Лоренс-Ґеп[6]
- Беліз
  - Село Кей Колкер
  - Плаценсія
  - Сан-Педро
- Бельгія
  - Де Панне
- Бразилія
  - Агуас-ди-Ліндоя
  - Агуас-ди-Сан-Педру
  - Ангра-дус-Рейс
  - Арраял-ду-Кабу
  - Бальнеаріу-Камборіу
  - Бузіос
  - Калдас Новас
  - Каноа Кебрада
  - Коста-ду-Сауїпе
  - Кампус-ду-Жордау
  - Канела
  - Фернандо де Норонья
  - Флоріанополіс
  - Форталеза
  - Фос-ду-Ігуасу
  - Грамаду
  - Гуаружа
  - Жерікоакоара
  - Марагогі
  - Олімпія
  - Параті
  - Петрополіс
  - Посус-ді-Калдас
  - Порту-де-Галіньяс
  - Порту-Сегуру
  - Прая-де-Піпа
  - Ріо-де-Жанейро
  - Ріо-Квенте
  - Сан-Мігел-дус-Мілагріс
  - Серра-Негра
  - Транкозо
- Болгарія
  - Боровець
  - Золоті піски
  - Сонячний берег
- Великобританія
  - Ер
  - Блекпул[7]
  - Борнмут[8]
  - Брайтон
  - Бернтісленд
  - Діл
  - Гірван
  - Ларгс
  - Лландидно
  - Нерн
  - Ротсей
  - Солткотс
  - Скегнес
  - Саутенд-он-Сі
  - Саутпорт
  - Сент-Леонардс-он-Сі
  - Торкі
  - Вестон-сьюпер-Мер[9]
- В'єтнам
  - Нячанг[10]
- Греція
  - Аспровальта
  - Арахова
  - Едіпсос
  - Халкідікі
  - Корфу
  - Елатохорі
  - Гідра
  - Камена Вурла
  - Каристос
  - Катаколо
  - Кінета
  - Кісамос
  - Кіфнос
  - Лаганас
  - Лептокарія
  - Літохоро
  - Лутракі
  - Малія
  - Монемвасія
  - Навпакт
  - Неой Порой
  - Олімпіакі Акті
  - Парга
  - Платамон
  - Портохеліон
  - Пілос
  - Санторіні
  - острів Скірос
  - Сивота
- Грузія
  - Шові
  - Бахмаро
  - Гудаурі
- Домініканська Республіка
  - Пунта-Кана
- Еквадор
  - Монтаніта
- Естонія
  - Хаапсалу
  - Курессааре
  - Пярну
- Єгипет
  - Ель-Гуна
  - Марина
  - Сахль-Хашиш
  - Шарм-ель-Шейх
  - Сива
- Ізраїль 
  - Ейлат[11]
- Індія

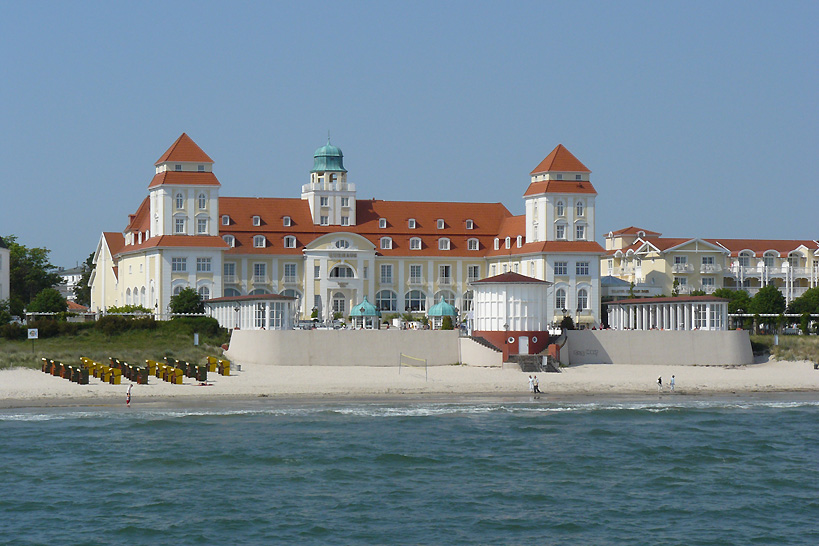
Grand Hotel Kurhaus у стилі курортної архітектури в Бінці на Рюгені (Німеччина)

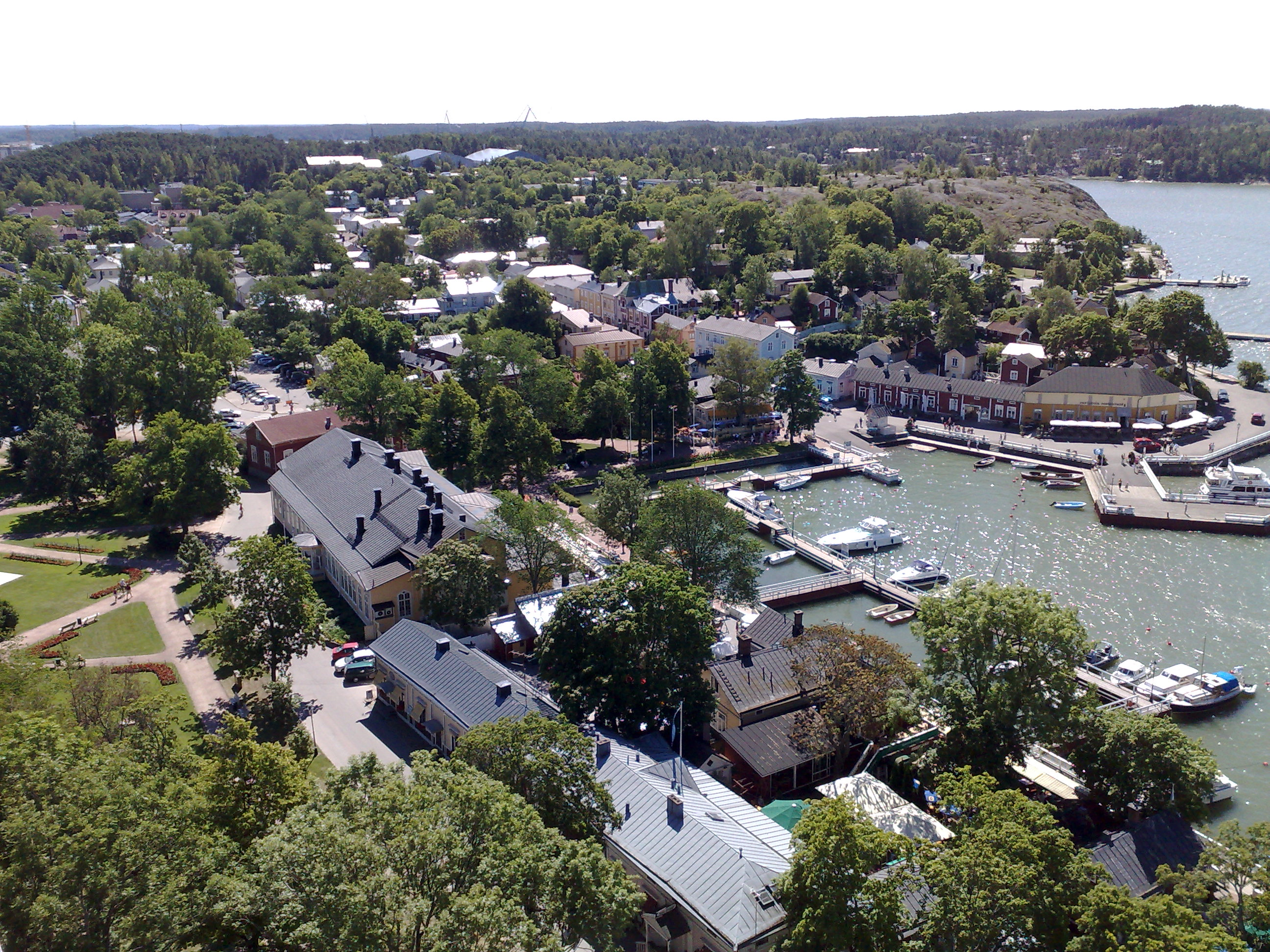
Вигляд із повітря літнього курорту Наанталі у Фінляндії

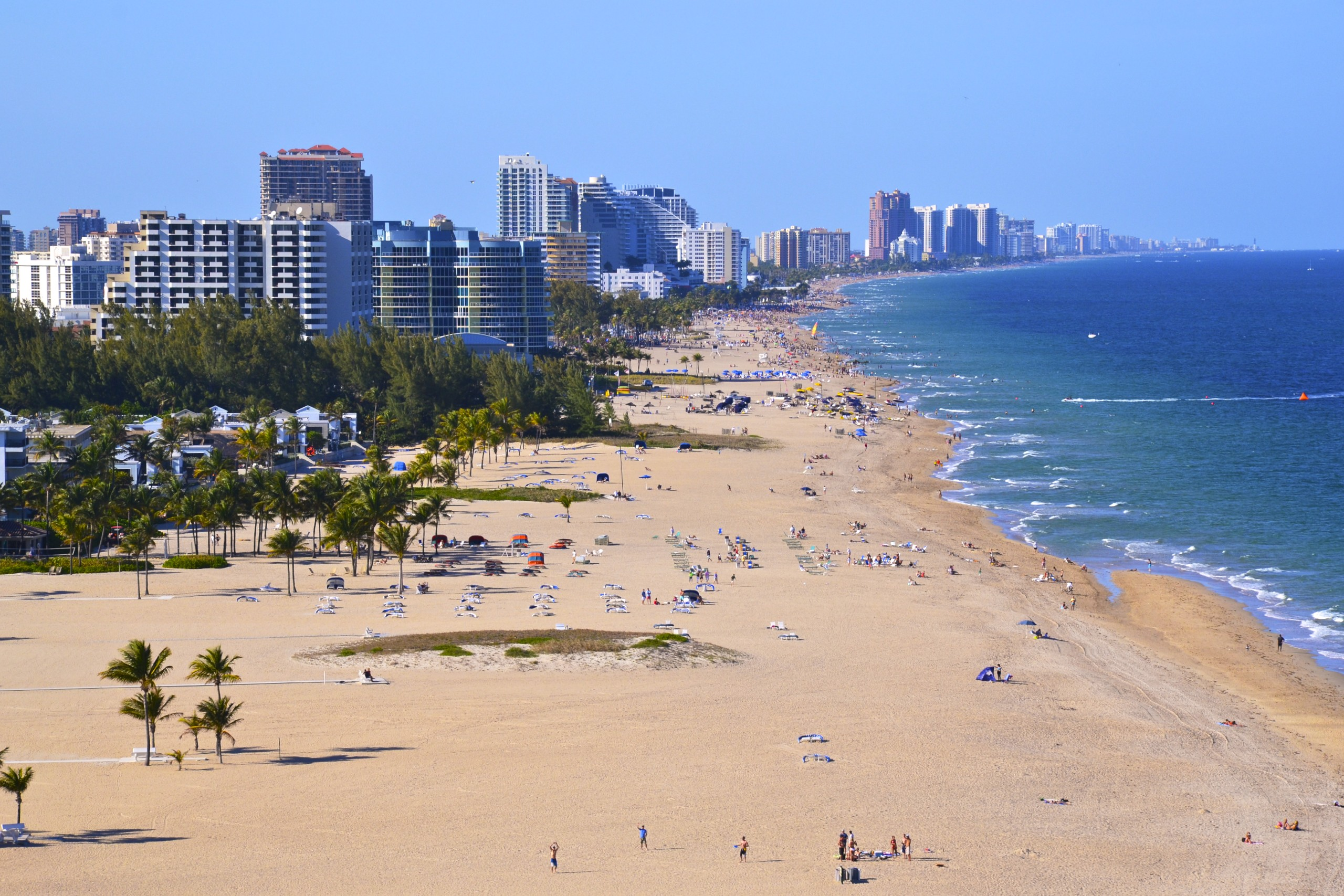
Форт-Лодердейл (Флорида)

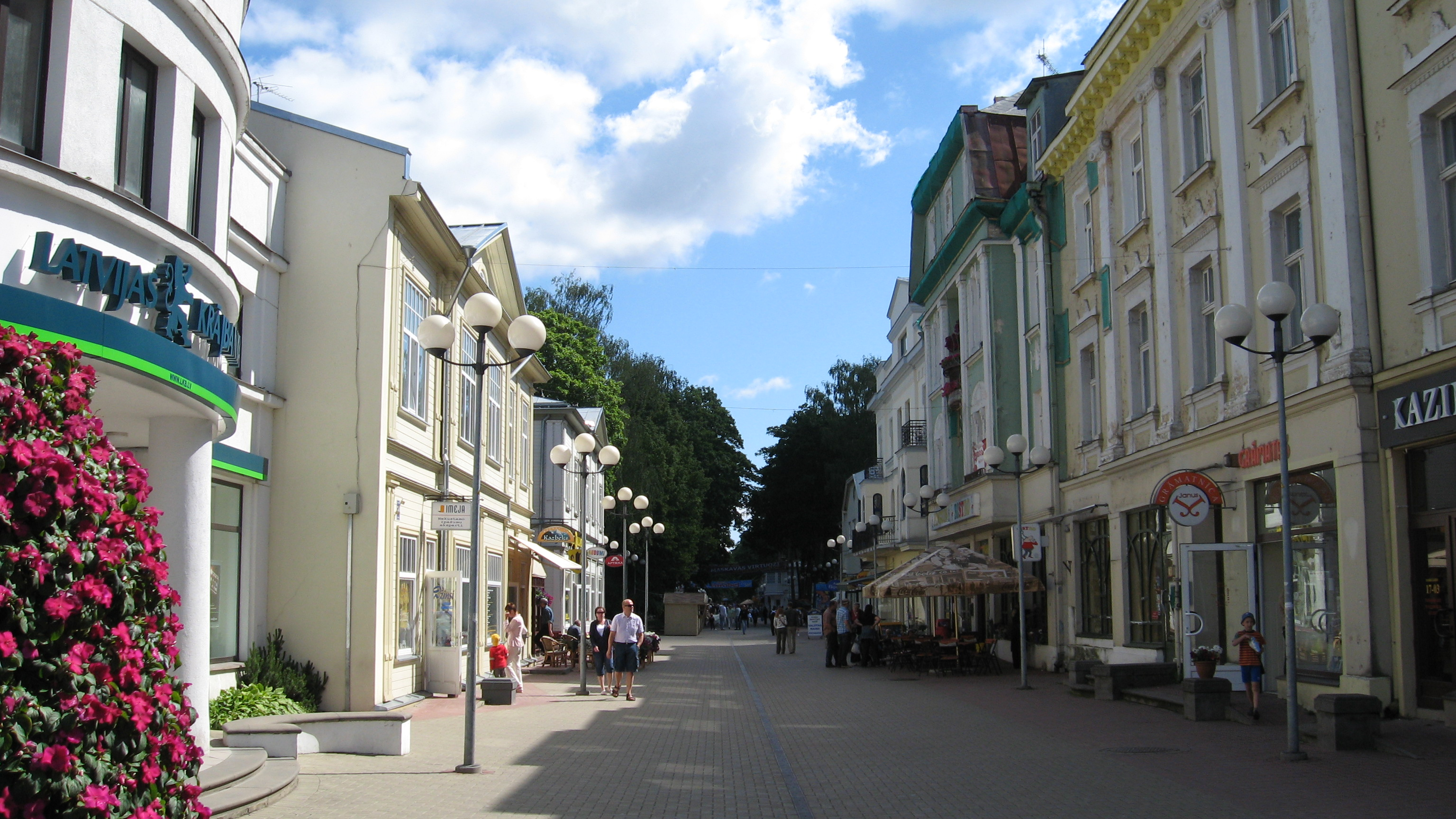
Пішохідна вулиця в Юрмалі (Латвія)

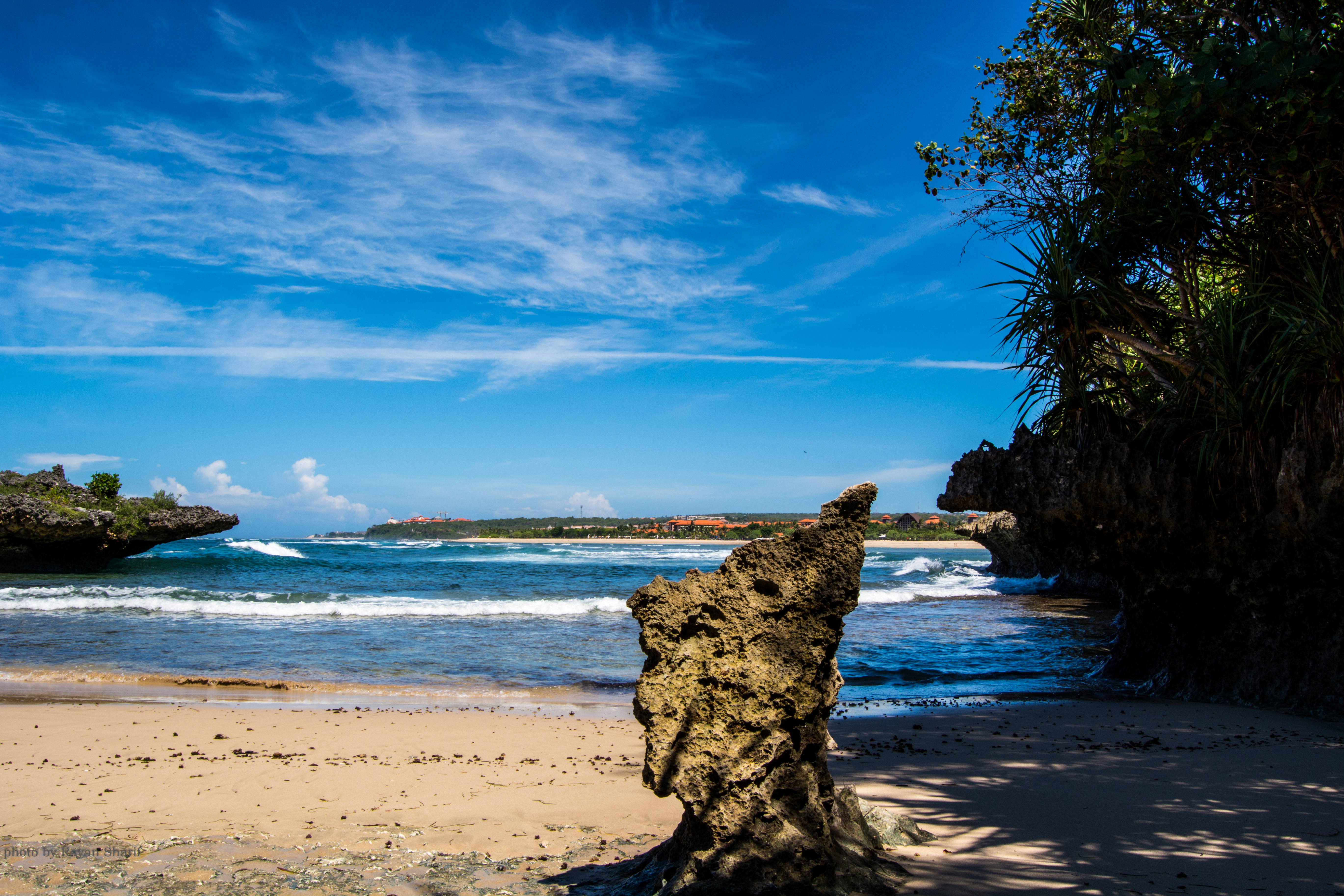
Нуса-Дуа на Балі (Індонезія)

  - Андаманські і Нікобарські острови
  - Панаджі
  - Гулмарг
  - Шимла
  - Маналі
  - Масурі
  - Лакшадвіп
  - Уті
  - Пудучеррі
  - Аллеппі
  - Мадікері
  - Дарджилінг
  - Удайпур
- Індонезія
  - Мандаліка
  - Нуса-Дуа
- Іран
  - Сарейн
  - Намак-Абруд
- Ірландія
  - Брей
  - Клонакілті
  - Трамор
- Іспанія
  - Бенідорм
  - Бланес
  - Калп
  - Канарські острови
  - Денія
  - Гран-Канарія
  - Ібіца
  - Лас-Пальмас[12]
  - Льорет-де-Мар
  - Марбелья
  - Тенеріфе
  - Торрев'єха
  - Тосса-де-Мар
  - інше в Категорія:Курорти Іспанії
- Італія
  - Портофіно
  - Річчоне[13]
  - Ріміні
- Камбоджа
  - Сіануквіль
  - Сієм Ріп
- Канада 
  - Банф
  - Беррі
  - Кенмор
  - Колінгвуд
  - Ферні
  - Джаспер
  - Келоуна
  - Кімберлі
  - Лейк-Каувічен
  - Лейк-Луїз
  - Мон-Трамблан
  - Ніагара-Фоллс
  - Сент-Ендрюс
  - Тофіно[14]
  - Блакитні гори
  - Вістлер
- Китай
  - Гулін
  - Ліцзян
  - Макао
  - Санья
- Кіпр
  - Ая-Напа[15]
- Колумбія
  - Острів Бару
  - Бокагранде (Картахена)
  - Ковеньяс[16]
  - Гірардот
  - Мельгар
  - Паломіно
  - Острів Сан-Андрес
  - Острів Тьєрра-Бомба
- Куба
  - Варадеро
- Латвія
  - Юрмала[17]
- Литва
  - Бірштонас
  - Друскінінкай
  - Нярінга
  - Паланга[18]
- Малайзія
  - Лангкаві
  - Пінанг
  - Пангкор
  - Камерон-Гайлендс
  - Гентінг-Гайлендс
  - Порт-Діксон
  - Малакка
  - Десару
  - Куала-Тренґану
  - Кундасанг
- Мальта
  - Сент-Джуліан (включаючи Пачевіль)[19]
  - Сліма[19]
- Мексика
  - Акапулько
  - Кабо-Сан-Лукас
  - Канкун (Готельна зона Канкун)[20]
  - Косумель
  - Мухерес
  - Пуерто-Пеньяско
  - Пуерто-Вальярта
  - Плая-дель-Кармен
- Марокко
  - Іфран
- Непал
  - Покхара
- Німеччина
  - Баден-Баден
  - Берхтесгаден
  - Бінц
  - Гарміш-Партенкірхен
  - Гайлігендамм
  - Герінгсдорф
  - Руст
  - Засніц
  - Зеллін
  - Шпікерог
  - Варнемюнде (частина Ростока)
- Нова Зеландія
  - Квінстаун[21]
  - Ванака
- Парагвай
  - Енкарнасьйон
  - Сан-Бернардіно
  - Вілла-Флорида
- Перу
  - Урубамба
  - Мачу-Пікчу
- Південна Корея
  - Чеджу
- Південно-Африканська Республіка
  - Баліто
  - Лангебан
  - Плеттенберг-Бей
  - Порт-Елізабет
  - Умхланга
- Північна Корея
  - Вонсан[22][23]
- Північна Македонія
  - Маврово
  - Охрид
- Польща
  - Єдліна-Здруй[24]
  - Криниця-Гурська
  - Мендзиздроє
  - Сопот
  - Закопане
- Португалія
  - Калдаш-да-Раїня
  - Ешторіл
  - Фару[25]
  - Фігейра-да-Фош
  - Лагуш
- Пуерто Рико
  - Понсе
  - Сан-Хуан
- Росія
  - Анапа
  - Сочі[26]
  - Геленджик
- Румунія
  - Мамая
  - Пояна Брашов
- Сінгапур
  - Сентоса
- Словаччина
  - П'єштяни
  - Старий Смоковець
  - Штрбське плесо
  - Татранська Ломниця
- Сполучені Штати Америки
  - Авентюра
  - Аспен[27]
  - Алленгерст
  - Анагайм
  - Анкоридж
  - Атлантік-Сіті
  - Бар-Гарбор
  - Бей-Лейк
  - Біг-Бір-Лейк
  - Біг-Скай
  - Білоксі
  - Брансон
  - Булл-Шолс

- - Енджел-Файр
  - Езбері-Парк
  - Ешвілл
  - Камден
  - Кеп-Мей (Нью-Джерсі)
  - Карлсбад (Каліфорнія)
  - Клаудкрофт (Нью-Мексико)
  - Коді (Вайомінг)
  - Коронадо (Каліфорнія)
  - Дейтона-Біч
  - Діл (Нью-Джерсі)
  - Дестін (Флорида)
  - Ігл-Нест (Нью-Мексико)
  - Іст-Гамптон
  - Ітонтаун (Нью-Джерсі)
  - Едгартаун
  - Елберон
  - Юрика-Спрінгс
  - Файр-Айленд
  - Фербанкс
  - Фіш-Крік (округ Дор)
  - Флагстафф
  - Галвестон
  - Гатлінбург
  - Геттісберг
  - Гленвуд-Спрінгс
  - Гранд-Каньйон-Вілледж
  - Галф-Шорс
  - Герші
  - Гайлендс
  - Гіло
  - Гілтон-Гед-Айленд
  - Гот-Спрінгс
  - Гонолулу
  - Інклайн-Вілледж
  - Джексон (Вайомінг)
  - Джексонвілл-Біч (Флорида)
  - Джеймстаун (Вірджинія)
  - Джекілл (острів, Джорджія)
  - Джуно (Аляска)
  - Кайлуа-Кона
  - Кеннебанкпорт (Мен)
  - Кетчикан
  - Кістоун (Південна Дакота)
  - Кі-Вест
  - Лагуна-Біч (Каліфорнія)
  - Лейк-Буена-Віста
  - Лейк-Женева
  - Лейк-Джордж
  - Лейк-Гавасу-Сіті
  - Лейк-Плесід
  - Лагайна
  - Лас-Вегас
  - Лафлін
  - Лох-Арбор (Нью-Джерсі)
  - Лонг-Біч (Каліфорнія)
  - Лонг-Бранч (Нью-Джерсі)
  - Макіно-Айленд
  - Макіно-Сіті
  - Маммот (Вайомінг)
  - Маммот-Лейкс (Каліфорнія)
  - Марафон (Техас)
  - Марко-Айленд
  - Марфа (Техас)
  - Мартас-Віньярд
  - Медісін-Парк (Оклахома)
  - Маямі
  - Маямі-Біч
  - Моаб
  - Монток
  - Монтерей
  - Мертл-Біч
  - Нагант
  - Нантакет
  - Нейплс
  - Новий Орлеан
  - Ньюпорт (Род-Айленд)
  - Нью-Смірна-Біч (Флорида)
  - Ніагара-Фоллс (Нью-Йорк)
  - Оук-Блафс (Массачусетс)
  - Оушен-Біч (Нью-Йорк)
  - Оушен-Сіті (Меріленд)
  - Оушен-Сіті (Нью-Джерсі)
  - Оушен-Парк (Мен)
  - Орандж-Біч
  - Орландо (Флорида)
  - Оганквіт
  - Олд-Орчард-Біч
  - Пейдж (Аризона)
  - Палм-Біч (Флорида)
  - Палм-Спрінгс (Каліфорнія)
  -  Пайнгерст
  - Панама-Сіті-Біч (Флорида)
  - Парадайз (Невада)
  - Парк-Сіті (Юта)
  - Піджен-Фордж
  - Провінстаун
  - Пут-ін-Бей
  - Панксатоні
  - Рейчел
  - Ред-Ривер
  - Рехобот-Біч
  - Ріоліт
  - Руїдозо (Нью-Мексико)
  - Сандаскі (Огайо)
  - Санта-Барбара (Каліфорнія)
  - Санта-Клаус (Індіана)
  - Санта-Крус (Каліфорнія)
  - Санта-Фе (Нью-Мексико)
  - Санта-Моніка (Каліфорнія)
  - Сент-Джордж (Юта)
  - Сент-Саймонс
  - Саванна
  - Скоттсдейл
  - Седона
  - Седро-Вуллі
  - Сев'єрвілль
  - Сьюард (Аляска)
  - Сітка
  - Скагвей
  - Саутгемптон (Нью-Йорк)
  - Саут-Лейк-Таго (Каліфорнія)
  - Саут-Падре-Айленд
  - Спірфіш (Південна Дакота)
  - Стімбоут-Спрінгс
  - Стегікен (Вашингтон)
  - Стоу
  - Санні-Айлс-Біч
  - Сан-Веллі
  - Талкітна
  - Таос
  - Терлінгва
  - Тонопа
  - Траверс-Сіті
  - Тайбі-Айленд
  - Вейл (Колорадо)
  - Вінсеннс
  - Вірджинія-Біч
  - Вірджинія-Сіті (Невада)
  - Веллс (Мен)
  - Вест-Баден-Спрінгс
  - Вест-Єллоустоун
  - Вайтфіш
  - Вайлдвуд (Нью-Джерсі)
  - Вільямс (Аризона)
  - Вільямсбург (Вірджинія)
  - Вінчестер (Невада)
  - Вісконсин Деллс
  - Вудленд-Парк (Колорадо)
  - Райтсвілл-Біч
  - Райтвуд (Каліфорнія)
  - Йорк-Біч (Мен)
- Таїланд
  - Паттая
  - Пхукет
  - Хуахін
  - Самуї
  - Чіангмай
  - Пай
- Туреччина
  - Анталія
  - Бодрум
  - Кушадаси
  - Мармарис
- Угорщина
  - Бюк
  - Хевіз
- Україна
  - Бердянськ
  - Саки
  - Слов'янськ
  - Хмільник
  - Скадовськ
  - Миргород
  - Куяльницький лиман[28]
- Уругвай
  - Атлантида
  - Ла-Палома
  - Пунта-дель-Есте
  - Пирлаполіс
- Філіппіни
  - Багіо
  - Ель-Нідо
  - Острівне місто Самал
  - Лапу-Лапу
  - Малай
  - Пагудпуд
  - Панглао
  - Пуерто-Галера
  - Тагайтай
  - Віган
- Фінляндія
  - Ганко
  - Кіттіля
  - Марієгамн[29]
  - Наанталі[30]
- Франція 
  - Канни[31]
  - Шамоні
  - Довіль
  - Ніца
- Чехія
  - Карлові Вари
  - Старі Сплави
- Чилі
  - Альгарробо
  - Санто-Домінго
  - Пукон
  - Вільяррика
  - Сапальяр
- Швейцарія
  - Гштаад
  - Санкт-Моріц
  - Верб'є
- Ямайка
  - Негріл
  - Очо-Ріос[32]
- Японія
  - Каруїдзава
  - Хаконе
  - Беппу
  - Атамі
  - Хакуба
  - Нісеко
  - Марина-Сіті Вакаяма
  - Юдзава